# Takashi Furukawa
Takashi Furukawa (japanisch 古川 隆志 Furukawa Takashi; * 28. Oktober 1981 in der Präfektur Saga) ist ein ehemaliger japanischer Fußballspieler.

## Karriere
Furukawa erlernte das Fußballspielen in der Jugendmannschaft von Sagan Tosu. Seinen ersten Vertrag unterschrieb er 2000 bei den Sagan Tosu. Der Verein spielte in der zweithöchsten Liga des Landes, der J2 League. Für den Verein absolvierte er 45 Spiele. Ende 2004 beendete er seine Karriere als Fußballspieler.